# 브라힘 불라미
브라힘 불라미(아랍어: ابراهيم بولامي)는 모로코의 육상 선수(1972년 4월 20일 ~ )로 3000m 장애물 달리기에서 7분 55.28초와 7분 53.17초의 2개의 세계 기록을 세웠다.
후반의 기록은 경기력 향상 약물 EPO 복용으로 뒤집어졌다. 2002년 불라미는 도핑 실증이 된 후, 2년간 출전 금지를 당하였다. 3000m 장애물 달리기에서 7분 55.28초의 그의 시간은 현재 4번째로 가장 빨리 달린 시간이다.
그는 올림픽 동메달리스트 할리드 불라미의 동생이다.